# Dalekie (Trzebiatkowa)
Dalekie (kaszb. Daleczé, niem. Dallecken) – nieoficjalny przysiółek wsi Trzebiatkowa w Polsce położony w województwie pomorskim, w powiecie bytowskim, w gminie Tuchomie.
Miejscowość leży przy drodze krajowej nr 20 ze Stargardu do Gdyni.
W latach 1975–1998 miejscowość administracyjnie należała do województwa słupskiego.